# Carrer de Montserrat (Esplugues de Llobregat)
El carrer de Montserrat d'Esplugues de Llobregat (Baix Llobregat) és un dels carrers històrics del nucli antic, originat com a camí ral fins a l'església de Santa Maria Magdalena. L'ambient urbà format per cases de tipologia diversa està protegit en conjunt com a bé cultural d'interès local.

## Descripció
És un carrer sinuós situat dalt del petit turó que domina el nucli antic, al costat del torrent de la Creu. El carrer comença davant de l'església en la plaça del Pare Miquel, on acaba el carrer de l'Església, fins a la confluència amb el carrer Laureà Miró i l'avinguda dels Països Catalans, al sud, al costat de la finca les Torres del Comte de Montseny. Al nord, destaca la influència de l'autopista del Baix Llobregat sobre tot el sector. A l'oest limita amb el parc dels Torrents.
Les antigues cases rurals amb hort i pou s'han anat transformant en residències aïllades amb jardí a les que s'hi han afegit altres habitatges entre mitgeres. Prop de l'església destaquen les masies de Can Cargol i Can Bialet. Més endavant es troben Can Rosselló, Can Llavinés i les Cases d'en Rovira.
Alguns arquitectes amb obres al segle XX en les cases del carrer són Emili Bofill Benessat, Enric Sagnier Villavecchia, Gabriel Borrell Cardona i Climent Maynés.

## Història
L'origen de l'antic camí va lligat a la fundació d'una ermita al segle x, església parroquial des del 1103. El carrer no està documentat fins al segle xvi, època de l'origen de les masies que s'han conservat.
En els segles xviii i xix es propicià el creixement i la consolidació de la trama urbana. L'escultor Xavier Corberó i Olivella va instal·lar el seu taller a Can Cargol, i la fundació privada va esdevenir un centre de creació artística.